# Lalsangzuali Sailo
Lalsangzuali Sailo (Thingsai, Mizoram, o 15 de mayo de 1949-Aizawl, 14 de octubre de 2006) fue una cantautora góspel, escritora e historiadora india.

## Biografía
Estudió en la escuela del convento de San Juan Bosco en Cherrapunji y luego magisterio en una institución católica de Shillong.También se doctoró en literatura mizo.
Sailo es autora de 17 libros, tres folletos y más de 300 canciones en mizo, kokborok e inglés . En 1999 ganó el premio anual de la Academia de Literatura Mizo con Tlawm ve lo Lalnu Ropuiliani.

## Reconocimientos
- Premio Padma Shri, 1998